# المشي (فلم)
المشي (بالإنجليزية: Walking Out) هو فيلم دراما أمريكي من إخراج أليكس وأندرو سميث سنة 2017، وبطولة كل من ماثيو بومر وبيل بولمان وجوش ويغينز وآخرين.

## القصة
ديفيد (جوش ويغينز)، مراهق ينطلق في رحلة إلى مونتانا الريفية ليرافق والده المنعزل هناك بنزهة صيد كبيرة، وبينما يتوغلان في البرية، يحاول الأب والابن التواصل على أي مستوى.

## روابط خارجية
- مقالات تستعمل روابط فنية بلا صلة مع ويكي بيانات